# Алфред Розенберг
Алфред Ернст Розенберг (Ревел, 12. јануар 1893 — Нирнберг, 16. октобар 1946) је био нацистички политичар и истакнути теоретичар расе, један од првих чланова Нацистичке странке, министар окупираних источних територија. На Нирнбершком процесу за ратне злочине осуђен је на смрт.

## Рана каријера
Розенберг је пореклом био балтички Немац; рођен је у Ревелу (Естонска губернија), који је тада био део Руске Империје. Студирао је архитектуру у Риги и машинство у Москви, а докторирао је 1917. у 24. години. Зграде које је тада пројектовао још стоје у центру Талина. За време Бољшевичке револуције 1917. подржао је контрареволуционарне снаге, а након њиховог неуспеха емигрирао је у Немачку заједно с Максом Шојбнер-Рихтером, каснијим страначким колегом. Често се кретао у круговима руских емиграната с којима је делио антибољшевичке ставове које је повезао са антисемитским у теорију о јеврејској завери која стоји иза револуције. Розенберг је био један од првих чланова Немачке радничке партије; придружио се у јануару 1919. године, а такође је био и члан окултне организације Друштво Туле.
Године 1921, постао је уредник страначких новина Фелкишер беобахтер, а објављивао је и разне друге публикације у којима је писао о опасностима од завере Јевреја и масона; у послератним, кризним годинама његове идеје су успевале да нађу публику. Након неуспелог баварског пуча 1923. године, Хитлер је осуђен на затворску казну, а као новог председника странке је поставио Розенберга. Избор је вероватно био мотивисан Хитлеровом жељом за слабим и непопуларним привременим вођом који не би могао да угрози његов ауторитет док је у одсуству; нехаризматични и интровертни Розенберг се показао као добар избор.
Године 1929, основао је Милитантну лигу за немачку културу (Kampfbund für deutsche Kultur), а касније и Институт за проучавање јеврејског питања који је нападао јеврејски утицај на немачку културу и проучавао јеврејску историју са антисемитских стајалишта. 1930. је објавио књигу Мит двадесетог столећа (Der Mythus des 20. Jahrhunderts) у којој излаже своје расне, социолошке и псеудоисторијске идеје. Књига је, уз Мајн Кампф, била најзначајнији извор идеја нацистичког покрета, иако је међу нацистима често и критикована због Розенбергових филозофских ставова, углавном оних везаних за религију.
Године 1933, именован је за начелника одсека за међународне односе НСДАП-а; на том положају није се снашао. Његов пут у Британију исте године, на којем је требало да увери тамошње политичаре да нацисти нису претња, показао се прилично неуспешним. Незадовољан његовим радом, следеће године Хитлер га је задужио за духовно и филозофско образовање чланова НСДАП-а и сродних организација; на дужностима везаним уз образовање и културу је остао до почетка рата.

## Расне теорије
Розенберг је био један од главних расних теоретичара странке. Његове идеје су биле базиране на делима ранијих аутора као што су Артур де Гобино, Хјустон Стјуарт Чемберлен и Медисон Грант, али и на Хитлеровим властитим идејама. Розенберг није имао пуно знања о антропологији и научним истраживањима па је своје теорије базирао првенствено на филозофским идејама. Раса је за њега представљала духовни, а не биолошки концепт; јединке одређене расе припадале су јединственој целини, имале су заједнички дух (Rassenseele) док су појединци само његови изрази. Његови ставови, као и ставови странке су се мењали са годинама, али увек су доминирале идеје супериорности белаца, екстремног немачког национализма и антисемитизма.
На дну његове расне лествице налазили су се црнци и Семити, а на врху бела, аријевска раса. Нордијски народи су супериорни осталим аријевцима, а међу њих се убрајају Скандинавци (укључујући Финце), Немци, Холанђани, Фламанци и Британци. Међу њима су на највишем положају Немци који чине сам врх расне лествице и једини су прави наследници древног нордијског народа који је заслужан за целокупни цивилизацијски напредак. Иако су многи нацисти Словене сматрали инфериорном, подложничком расом, Розенберг је тврдио да би се и они могли уклопити у аријевску расу и германску културу.

## Религијске теорије
Розенберг се заузимао за нову религију крви, базирану на идејама о расном духу, поготово духу нордијске расе која се, по његовом схватању, бори против дегенерације коју узрокују Јевреји. Сматрао је да су сличне идеје биле уткане у ране индоевропске религије, на пример европско паганство, зороастризам и ведски хиндуизам. Осуђивао је учења протестантске и католичке цркве која је називао негативно хришћанство и залагао се за тзв. позитивно хришћанство базирано на претпоставци да је Исус био пореклом из нордијске енклаве у Галилеји и да се активно супротстављао јудаизму; заправо је покушавао да уклопи паганске елементе у хришћанско учење усмеравајући га тако према властитим религијским схватањима. Розенберг је првенствено желео да постигне да религијске идеје служе расним и повежу појединца са његовом претпостављеном расном природом.

## Ратне активности
Непосредно пре Другог светског рата био је задужен за бригу око уметничких предмета одузетих немачким Јеврејима; почетком рата подручје делатности му се проширило и на окупирана подручја. Након инвазије на Совјетски Савез именован је за Министра за окупирана источна подручја. Хитлеру је представио свој план административне поделе нове територије:
- Рајхскомесаријат Остланд (Балтичке земље и Белорусија),
- Рајхскомесаријат Украјина (Украјина),
- Рајхскомесаријат Кавказ (Кавказ),
- Рајхскомесаријат Москва (Москва и околина)

План је требало да подстакне антируски национализам међу окупираним народима и тако послужи немачким интересима везаним уз искорењивање бољшевизма и осигурање животног простора. Након почетних освајања створени су Рајхскомесаријат Остланд и Украјина, под вођством Хајнриха Лохсеа и Ериха Коха. Политика према становништву тих територија постала је предмет спора између Розенберга и СС-а. Сметало му је сурово понашање према нејеврејским народима па се често жалио Хитлеру и Химлеру. Иако је Словене сматрао хијерархијски нижим од Немаца, држао је да су и они Аријевци и да је њихово депортовање, поробљавање и убијање недопустиво; његов ангажман ипак није ишао даље од протестовања, а и сам је користио робовски рад. Суровости према Јеврејима, у којима је сам имао улогу, нису му сметале. Иако је касније тврдио да није знао ништа о Холокаусту, на конференцији у Ванзеу, где је договорено истребљење европских Јевреја, имао је своје представнике, Алфреда Мајера и Георга Лајбранта.

## Суђење
Крајем рата је ухапшен и суђено му је на Нирнбершком процесу; главни елементи оптужнице били су: утицај његових филозофских ставова, суделовање у спољној политици, улога у агресији на Данску и Норвешку, отимање имовине у окупираним подручјима, суделовање у Холокаусту и коришћење робовског рада. Проглашен је кривим за злочине против мира, планирање и подстицање рата, ратне злочине и злочине против човечности, иако је порицао оптужбе и пребацивао кривицу на вође, Хитлера, Бормана и Химлера. У својим записима из тога доба не крије и даље позитивне ставове о нацизму. Осуђен је на смрт. Обешен је 16. октобра 1946.

## Значај
Розенбергова слика у јавности се током времена мењала. Његови савременици су га сматрали страначким интелектуалцем и главним идеологом. У једном портретисању од стране антифашиста 1934. то је доведено до те мере да је утврђено како Хитлер наређује оно што Розенберг жели.
Овакво мишљење је владало до шездесетих година кад му се успротивио историчар Јоаким Фест наводећи Хитлеров цитат о Розенбергу као ограниченом Балту, ужасно компликованих мисли. Гледајући нацизам у контексту разних десничарских покрета свог доба, нацистичке идеје не одскачу толико да би за објашњење захтевале главног идеолога; Хитлер је двадесетих година коментарисао да нацизам не доноси ништа што већ није присутно и у другим сличним покретима. Могуће је да је Розенберг са својим искуством из Русије и антисемитским ставовима које је везао уз бољшевизам утицао на Хитлера, али тешко је одредити у којој мери.
Уколико се Нацистичка Немачка посматра са структуралистичког гледишта Ијана Кершоа и неких других британских историчара, као држава којом не влада један велики вођа него више центара моћи који се међусобно надмећу, Розенбергов положај је још мање значајан. Био је интровертна личност, и првенствено се бавио филозофијом, а у политици се није показао као посебно успешан и није имао великог утицаја. Имао је много моћних непријатеља: још од почетка тридесетих био је у оштром супарништву са другим утицајним страначким интелектуалцем и ватреним католиком, Јозефом Гебелсом који је његове радове називао интелектуалном бљувотином, а у лошим односима је био и са Герингом и Химлером.

## Породица
Розенберг се два пута женио. Први пут, 1915. године, оженио је Хилду Лезман, естонску балерину и пијанисткињу. Она је за време рата оболела од туберкулозе и 1918. одселила у Швајцарску и је он више није видео; 1923. су се развели. 1925. оженио се Хедвигом Крамер с којом је остао у браку до смрти. Имали су двоје деце: сина који је врло рано умро и кћи Ирене, рођену 1930. Кћи је одбијала да даје било какве информације о оцу.

## Цитати
- „Нисам рекао да су Јевреји инфериорни. Нисам чак тврдио ни да су раса. Само сам приметио да мешање различитих култура не функционише.“ (12. јануар 1946)
- „Допустили смо да 50.000 јеврејских интелектуалаца пређе границу. Као што сам желео животни простор за Немачку, сматрао сам да би и Јевреји требало да имају сопствени животни простор – изван Немачке.“ (15. децембар 1945)
- „Не.“ (Одговор на питање има ли последњих речи, пре извршења смртне казне 16. октобра 1946)